# Liste der Deutschen Meister im Hammerwurf
Der Hammerwurf wurde bei den Deutschen Leichtathletik-Meisterschaften für die Männer erst im Jahre 1927 erstmals angeboten, stand anschließend allerdings durchgängig auf dem Meisterschaftsprogramm – mit kriegsbedingten Ausnahmen in den Jahren 1944 und 1945, als es keine Deutschen Leichtathletik-Meisterschaften gab. Bei den Frauen kam die Disziplin erst in den 1990er Jahren ins nationale und internationale Wettkampfangebot. Offizielle Deutsche Meisterschaften im Hammerwurf für die Frauen gibt es erst seit 1993. Seitdem hat die Disziplin auch hier durchgängigen Einzug in das Meisterschaftsprogramm gehalten.

## Deutsche Meisterschaftsrekorde
| Männer | 83,04 m | Heinz Weis (TSV Bayer 04 Leverkusen)   | Frankfurt/M. | 29. Juni 1997 |
| Frauen | 76,04 m | Betty Heidler (LG Eintracht Frankfurt) | Kassel       | 24. Juli 2011 |

## Gesamtdeutsche Meister seit 1991 (DLV)
| Jahr | Ort               | Männer    | Männer                                            | Männer    | Frauen                                                     | Frauen                                                     | Frauen                                                     |
| Jahr | Ort               | Datum     | Athlet                                            | Weite [m] | Datum                                                      | Athletin                                                   | Weite [m]                                                  |
| ---- | ----------------- | --------- | ------------------------------------------------- | --------- | ---------------------------------------------------------- | ---------------------------------------------------------- | ---------------------------------------------------------- |
| 2025 | Dresden           | 3. August | Merlin Hummel (LG Stadtwerke München)             | 78,17     | 2. August                                                  | Aileen Kuhn (Eintracht Frankfurt)                          | 70,92                                                      |
| 2024 | Braunschweig      | 30. Juni  | Sören Klose (Eintracht Frankfurt)                 | 75,70     | 29. Juni                                                   | Samantha Borutta (Eintracht Frankfurt)                     | 68,44                                                      |
| 2023 | Kassel            | 9. Juli   | Sören Klose (Eintracht Frankfurt)                 | 73,90     | 8. Juli                                                    | Samantha Borutta (Eintracht Frankfurt)                     | 68,12                                                      |
| 2022 | Berlin            | 26. Juni  | Merlin Hummel (UAC Kulmbach)                      | 72,51     | 25. Juni                                                   | Samantha Borutta (Eintracht Frankfurt)                     | 67,09                                                      |
| 2021 | Braunschweig      | 5. Juni   | Tristan Schwandke (TV Hindeland)                  | 73,52     | 6. Juni                                                    | Samantha Borutta (TSV Bayer 04 Leverkusen)                 | 70,56                                                      |
| 2020 | Braunschweig      | 8. August | Tristan Schwandke (TV Hindeland)                  | 70,85     | 9. August                                                  | Carolin Paesler (TSV Bayer 04 Leverkusen)                  | 70,99                                                      |
| 2019 | Berlin            | 4. August | Tristan Schwandke (TV Hindeland)                  | 73,00     | 5. August                                                  | Charlene Woitha (SCC Berlin)                               | 67,57                                                      |
| 2018 | Nürnberg          | 22. Juli  | Johannes Bichler (LG Stadtwerke München)          | 71,67     | 21. Juli                                                   | Kathrin Klaas (LG Eintracht Frankfurt)                     | 66,08                                                      |
| 2017 | Erfurt            | 9. Juli   | Alexander Ziegler (SV Thurn und Taxis Dischingen) | 71,66     | 8. Juli                                                    | Carolin Paesler (Eintracht Frankfurt)                      | 69,51                                                      |
| 2016 | Kassel            | 19. Juni  | Alexander Ziegler (SV Thurn und Taxis Dischingen) | 72,50     | 18. Juni                                                   | Betty Heidler (LG Eintracht Frankfurt)                     | 75,32                                                      |
| 2015 | Nürnberg          | 26. Juli  | Alexander Ziegler (LG Staufen)                    | 73,91     | 25. Juli                                                   | Betty Heidler (LG Eintracht Frankfurt)                     | 75,34                                                      |
| 2014 | Ulm               | 27. Juli  | Markus Esser (TSV Bayer 04 Leverkusen)            | 75,18     | 26. Juli                                                   | Kathrin Klaas (LG Eintracht Frankfurt)                     | 72,08                                                      |
| 2013 | Ulm               | 7. Juli   | Markus Esser (TSV Bayer 04 Leverkusen)            | 76,41     | 6. Juli                                                    | Betty Heidler (LG Eintracht Frankfurt)                     | 73,93                                                      |
| 2012 | Boch.-Watt'scheid | 17. Juni  | Markus Esser (TSV Bayer 04 Leverkusen)            | 75,38     | 16. Juni                                                   | Betty Heidler (LG Eintracht Frankfurt)                     | 73,65                                                      |
| 2011 | Kassel            | 24. Juli  | Markus Esser (TSV Bayer 04 Leverkusen)            | 78,44     | 23. Juli                                                   | Betty Heidler (LG Eintracht Frankfurt)                     | 76,04                                                      |
| 2010 | Braunschweig      | 18. Juli  | Markus Esser (TSV Bayer 04 Leverkusen)            | 78,46     | 17. Juli                                                   | Betty Heidler (LG Eintracht Frankfurt)                     | 75,82                                                      |
| 2009 | Ulm               | 5. Juli   | Sergej Litvinov (LG Eintracht Frankfurt)          | 76,46     | 5. Juli                                                    | Betty Heidler (LG Eintracht Frankfurt)                     | 74,25                                                      |
| 2008 | Nürnberg          | 6. Juli   | Markus Esser (TSV Bayer 04 Leverkusen)            | 76,75     | 5. Juli                                                    | Betty Heidler (LG Eintracht Frankfurt)                     | 68,64                                                      |
| 2007 | Erfurt            | 21. Juli  | Markus Esser (TSV Bayer 04 Leverkusen)            | 78,48     | 22. Juli                                                   | Betty Heidler (LG Eintracht Frankfurt)                     | 74,94                                                      |
| 2006 | Ulm               | 16. Juli  | Markus Esser (TSV Bayer 04 Leverkusen)            | 78,43     | 15. Juli                                                   | Betty Heidler (LG Eintracht Frankfurt)                     | 73,59                                                      |
| 2005 | Boch.-Watt'scheid | 3. Juli   | Karsten Kobs (BV Teutonia Lanstrop)               | 78,12     | 2. Juli                                                    | Betty Heidler (LG Eintracht Frankfurt)                     | 70,34                                                      |
| 2004 | Braunschweig      | 11. Juli  | Karsten Kobs (TSV Bayer 04 Leverkusen)            | 78,07     | 10. Juli                                                   | Andrea Bunjes (SV Holtland)                                | 68,93                                                      |
| 2003 | Ulm               | 29. Juni  | Karsten Kobs (TSV Bayer 04 Leverkusen)            | 77,98     | 28. Juni                                                   | Susanne Keil (LG Eintracht Frankfurt)                      | 71,15                                                      |
| 2002 | Boch.-Watt'scheid | 7. Juli   | Karsten Kobs (TSV Bayer 04 Leverkusen)            | 76,05     | 6. Juli                                                    | Susanne Keil (LG Eintracht Frankfurt)                      | 66,33                                                      |
| 2001 | Stuttgart         | 1. Juli   | Karsten Kobs (TSV Bayer 04 Leverkusen)            | 75,71     | 30. Juni                                                   | Kirsten Münchow (LG Eintracht Frankfurt)                   | 66,72                                                      |
| 2000 | Braunschweig      | 29. Juli  | Karsten Kobs (TSV Bayer 04 Leverkusen)            | 80,21     | 30. Juli                                                   | Kirsten Münchow (LG Eintracht Frankfurt)                   | 67,84                                                      |
| 1999 | Erfurt            | 4. Juli   | Karsten Kobs (LG Olympia Dortmund)                | 79,53     | 3. Juli                                                    | Simone Mathes (TSV Bayer 04 Leverkusen)                    | 65,29                                                      |
| 1998 | Berlin            | 4. Juli   | Heinz Weis (TSV Bayer 04 Leverkusen)              | 79,74     | 5. Juli                                                    | Simone Mathes (TSV Bayer 04 Leverkusen)                    | 64,87                                                      |
| 1997 | Frankfurt/M.      | 29. Juni  | Heinz Weis (TSV Bayer 04 Leverkusen)              | 83,04     | 28. Juni                                                   | Simone Mathes (TSV Bayer 04 Leverkusen)                    | 61,91                                                      |
| 1996 | Köln              | 22. Juni  | Karsten Kobs (TV Wattenscheid 01)                 | 78,92     | 21. Juni                                                   | Inga Beyer (USC Mainz)                                     | 60,36                                                      |
| 1995 | Bremen            | 1. Juli   | Claus Dethloff (LG Bayer Leverkusen)              | 76,78     | 30. Juni                                                   | Inga Beyer (SV Holtland)                                   | 60,12                                                      |
| 1994 | Erfurt            | 3. Juli   | Heinz Weis (LG Bayer Leverkusen)                  | 79,68     | 2. Juli                                                    | Simone Mathes (LAC Quelle Fürth/München)                   | 58,34                                                      |
| 1993 | Duisburg          | 11. Juli  | Jörn Hübner (LC Cottbus)                          | 72,62     | 10. Juli                                                   | Simone Mathes (UAC Kulmbach)                               | 53,36                                                      |
| 1992 | München           | 21. Juni  | Heinz Weis (LG Bayer Leverkusen)                  | 79,22     | Wettbewerb für Frauen noch nicht im Meisterschaftsprogramm | Wettbewerb für Frauen noch nicht im Meisterschaftsprogramm | Wettbewerb für Frauen noch nicht im Meisterschaftsprogramm |
| 1991 | Hannover          | 28. Juli  | Heinz Weis (LG Bayer Leverkusen)                  | 79,20     | Wettbewerb für Frauen noch nicht im Meisterschaftsprogramm | Wettbewerb für Frauen noch nicht im Meisterschaftsprogramm | Wettbewerb für Frauen noch nicht im Meisterschaftsprogramm |

## 1948 bis 1990: Meister in derBundesrepublik Deutschlandbzw. derTrizone(DLV) / Meister in derDDRbzw. derSBZ(DVfL)
In diesen Jahren wurde der Hammerwurf nur für Männer ausgetragen.
| Jahr | Bundesrepublik Deutschland | Bundesrepublik Deutschland | Bundesrepublik Deutschland                | Bundesrepublik Deutschland | DDR           | DDR                | DDR                                       | DDR       |
| Jahr | Ort                        | Datum                      | Athlet                                    | Weite [m]                  | Ort           | Datum              | Athlet                                    | Weite [m] |
| ---- | -------------------------- | -------------------------- | ----------------------------------------- | -------------------------- | ------------- | ------------------ | ----------------------------------------- | --------- |
| 1990 | Düsseldorf                 | 12. Aug.                   | Heinz Weis (LG Bayer Leverkusen)          | 79,78                      | Dresden       | 18. Aug.           | Gunther Rodehau (SC Einheit Dresden)      |           |
| 1989 | Hamburg                    | 13. Aug.                   | Heinz Weis (LG Bayer Leverkusen)          | 82,16                      | Neubrand'bg.. |                    | Ralf Haber (SC Karl-Marx-Stadt)           |           |
| 1988 | Frankfurt/M.               | 24. Juli                   | Heinz Weis (LG Bayer Leverkusen)          | 79,58                      |               |                    | Ralf Haber (SC Karl-Marx-Stadt)           |           |
| 1987 | Gels'kirch.                | 12. Juli                   | Jörg Schaefer (TV Wattenscheid 01)        | 79,84                      |               |                    | Ralf Haber (SC Karl-Marx-Stadt)           |           |
| 1986 | Berlin                     | 13. Juli                   | Christoph Sahner (TV Wattenscheid 01)     | 79,56                      |               |                    | Gunther Rodehau (SC Einheit Dresden)      |           |
| 1985 | Stuttgart                  | 4. Aug.                    | Christoph Sahner (TV Wattenscheid 01)     | 79,90                      | Leipzig       | 9.–11. Aug.        | Matthias Moder (SC Dynamo Berlin)         | 80,04     |
| 1984 | Düsseldorf                 | 24. Juni                   | Karl-Hans Riehm (TV Wattenscheid 01)      | 78,20                      | Erfurt        | 1.–3. Juni         | Ralf Haber (SC Karl-Marx-Stadt)           | 78,04     |
| 1983 | Bremen                     | 26. Juni                   | Karl-Hans Riehm (TV Wattenscheid 01)      | 77,98                      | K.-Marx-Stadt | 16.–18. Juni       | Roland Steuk (TSC Berlin)                 | 78,22     |
| 1982 | München                    | 25. Juli                   | Klaus Ploghaus (ASC Darmstadt)            | 76,26                      | Dresden       | 30. Juni – 3. Juli | Roland Steuk (TSC Berlin)                 | 76,72     |
| 1981 | Gels'kirch.                | 19. Juli                   | Karl-Hans Riehm (TV Wattenscheid 01)      | 78,72                      | Jena          | 7.–9. Aug.         | Roland Steuk (TSC Berlin)                 | 75,28     |
| 1980 | Hannover                   | 17. Aug.                   | Karl-Hans Riehm (TV Wattenscheid 01)      | 77,80                      | Cottbus       | 16.–18. Juli       | Roland Steuk (TSC Berlin)                 | 77,72     |
| 1979 | Stuttgart                  | 12. Aug.                   | Karl-Hans Riehm (TV Wattenscheid 01)      | 76,90                      | K.-Marx-Stadt | 9.–12. Aug.        | Roland Steuk (TSC Berlin)                 | 75,94     |
| 1978 | Köln                       | 13. Aug.                   | Karl-Hans Riehm (TV Wattenscheid 01)      | 78,52                      |               |                    | Roland Steuk (TSC Berlin)                 |           |
| 1977 | Hamburg                    | 7. Aug.                    | Karl-Hans Riehm (TV Wattenscheid 01)      | 74,70                      |               |                    | Karl-Heinz Beilig (SC Cottbus)            |           |
| 1976 | Frankfurt/M.               | 15. Aug.                   | Karl-Hans Riehm (TV Germania Trier)       | 75,22                      |               |                    | Jochen Sachse (SC Karl-Marx-Stadt)        |           |
| 1975 | Gels'kirch.                | 28. Juni                   | Karl-Hans Riehm (LG Post/Germania Trier)  | 77,44                      |               |                    | Jochen Sachse (SC Karl-Marx-Stadt)        |           |
| 1974 | Hannover                   | 27. Juli                   | Edwin Klein (TSV Bayer 04 Leverkusen)     | 71,24                      |               |                    | Reinhard Theimer (TSC Berlin)             |           |
| 1973 | Berlin                     | 22. Juli                   | Karl-Hans Riehm (TV Germania Trier)       | 73,98                      |               |                    | Reinhard Theimer (TSC Berlin)             |           |
| 1972 | München                    | 23. Juli                   | Edwin Klein (USC Mainz)                   | 73,02                      |               |                    | Jochen Sachse (SC Karl-Marx-Stadt)        |           |
| 1971 | Stuttgart                  | 10. Juli                   | Uwe Beyer (USC Mainz)                     | 72,58                      |               |                    | Jochen Sachse (SC Karl-Marx-Stadt)        |           |
| 1970 | Berlin                     | 8. Aug.                    | Uwe Beyer (TSV Bayer 04 Leverkusen)       | 72,04                      |               |                    | Reinhard Theimer (TSC Berlin)             |           |
| 1969 | Düsseldorf                 | 16. Aug.                   | Uwe Beyer (TSV Bayer 04 Leverkusen)       | 69,98                      |               |                    | Reinhard Theimer (TSC Berlin)             |           |
| 1968 | Berlin                     | 16. Aug.                   | Uwe Beyer (Holstein Kiel)                 | 69,98                      |               |                    | Reinhard Theimer (TSC Berlin)             |           |
| 1967 | Stuttgart                  | 6. Aug.                    | Uwe Beyer (Holstein Kiel)                 | 68,80                      |               |                    | Manfred Losch (SC DHfK Leipzig)           |           |
| 1966 | Hannover                   | 7. Aug.                    | Uwe Beyer (Holstein Kiel)                 | 65,93                      |               |                    | Manfred Losch (SC DHfK Leipzig)           |           |
| 1965 | Duisburg                   | 7. Aug.                    | Uwe Beyer (Holstein Kiel)                 | 64,86                      |               |                    | Martin Lotz (SC DHfK Leipzig)             |           |
| 1964 | Berlin                     | 9. Aug.                    | Uwe Beyer (Holstein Kiel)                 | 63,87                      |               |                    | Manfred Losch (SC DHfK Leipzig)           |           |
| 1963 | Augsburg                   | 10. Aug.                   | Hans Fahsl (Schw.-Weiß Westende Hamborn)  | 60,86                      |               |                    | Martin Lotz (SC DHfK Leipzig)             |           |
| 1962 | Hamburg                    | 28. Juli                   | Hans Fahsl (Schw.-Weiß Westende Hamborn)  | 60,31                      |               |                    | Martin Lotz (SC DHfK Leipzig)             |           |
| 1961 | Düsseldorf                 | 29. Juli                   | Hans Fahsl (Schw.-Weiß Westende Hamborn)  | 60,26                      |               |                    | Horst Niebisch (ASK Vorwärts Berlin)      |           |
| 1960 | Berlin                     | 22. Juli                   | Siegfried Lorenz (OSV Hörde)              | 59,65                      |               |                    | Klaus Peter (ASK Vorwärts Berlin)         |           |
| 1959 | Stuttgart                  | 25. Juli                   | Willi Glotzbach (Fuldaer Turnerschaft 48) | 59,44                      |               |                    | Horst Niebisch (ASK Vorwärts Berlin)      |           |
| 1958 | Hannover                   | 18. Juli                   | Hugo Ziermann (PSV Grünweiß Frankfurt)    | 57,47                      |               |                    | Horst Niebisch (ASK Vorwärts Berlin)      |           |
| 1957 | Düsseldorf                 | 16. Aug.                   | Hugo Ziermann (PSV Grünweiß Frankfurt)    | 57,00                      |               |                    | Horst Niebisch (ZSK Vorwärts Berlin)      |           |
| 1956 | Berlin                     | 19. Aug.                   | Hugo Ziermann (PSV Grünweiß Frankfurt)    | 59,42                      |               |                    | Siegfried Perleberg (SC Traktor Schwerin) |           |
| 1955 | Frankfurt/M.               | 7. Aug.                    | Karl Storch (Borussia Fulda)              | 59,67                      |               |                    | Horst Niebisch (ZSK Vorwärts Berlin)      |           |
| 1954 | Hamburg                    | 8. Aug.                    | Karl Storch (Borussia Fulda)              | 57,18                      |               |                    | Richard Buchmann (Einheit NO Berlin)      |           |
| 1953 | Augsburg                   | 26. Juli                   | Karl Wolf (Karlsruher TV 1846)            | 53,90                      |               |                    | Albert Kraus (Motor Reichenbach)          |           |
| 1952 | Berlin                     | 29. Juni                   | Karl Storch (Borussia Fulda)              | 59,44 (DR)                 |               |                    | Albert Kraus (Motor Reichenbach)          |           |
| 1951 | Düsseldorf                 | 28. Juli                   | Karl Wolf (Karlsruher TV 1846)            | 56,96                      |               |                    | Marcellus Markus (Konsum Leipzig)         |           |
| 1950 | Stuttgart                  | 6. Aug.                    | Karl Storch (Borussia Fulda)              | 56,05                      |               |                    | Marcellus Markus (Konsum Leipzig)         |           |
| 1949 | Bremen                     | 7. Aug.                    | Karl Wolf (Karlsruher TV 1846)            | 55,88                      |               |                    | Rudolf (Jena)                             |           |
| 1948 | Nürnberg                   | 15. Aug.                   | Karl Storch (ASC Fulda)                   | 55,22                      |               |                    | Marcellus Markus (Leipzig)                |           |

## Deutsche Meister 1909 bis 1947 (DLV)
In diesen Jahren wurde der Hammerwurf nur für Männer ausgetragen.
| Jahr | Ort                                                         | Datum                                                       | Athlet                                                      | Weite [m]                                                   |
| ---- | ----------------------------------------------------------- | ----------------------------------------------------------- | ----------------------------------------------------------- | ----------------------------------------------------------- |
| 1947 | Köln                                                        | 10. August                                                  | Karl Hein (SV St. Georg Hamburg)                            | 53,54                                                       |
| 1946 | Frankfurt am Main                                           | 24. August                                                  | Karl Hein (SV St. Georg Hamburg)                            | 51,62                                                       |
| 1945 | kriegsbedingt keine Deutschen Leichtathletikmeisterschaften | kriegsbedingt keine Deutschen Leichtathletikmeisterschaften | kriegsbedingt keine Deutschen Leichtathletikmeisterschaften | kriegsbedingt keine Deutschen Leichtathletikmeisterschaften |
| 1944 | kriegsbedingt keine Deutschen Leichtathletikmeisterschaften | kriegsbedingt keine Deutschen Leichtathletikmeisterschaften | kriegsbedingt keine Deutschen Leichtathletikmeisterschaften | kriegsbedingt keine Deutschen Leichtathletikmeisterschaften |
| 1943 | Berlin                                                      | 24. Juli                                                    | Karl Storch (SG Arolsen)                                    | 53,96                                                       |
| 1942 | Berlin                                                      | 25. Juli                                                    | Karl Storch (SG Arolsen)                                    | 54,64                                                       |
| 1941 | Berlin                                                      | 19. Juli                                                    | Karl Storch (SG Arolsen)                                    | 53,49                                                       |
| 1940 | Berlin                                                      | 10. August                                                  | Erwin Blask (Berliner SC)                                   | 53,76                                                       |
| 1939 | Berlin                                                      | 8. Juli                                                     | Erwin Blask (Berliner SC)                                   | 57,17                                                       |
| 1938 | Breslau                                                     | 29. Juli                                                    | Karl Hein (SV St. Georg Hamburg)                            | 56,49                                                       |
| 1937 | Berlin                                                      | 24. Juli                                                    | Karl Hein (SV St. Georg Hamburg)                            | 54,71                                                       |
| 1936 | Berlin                                                      | 11. Juli                                                    | Karl Hein (SV St. Georg Hamburg)                            | 54,26                                                       |
| 1935 | Berlin                                                      | 3. August                                                   | Erwin Blask (Polizei SV Königsberg)                         | 49,17                                                       |
| 1934 | Nürnberg                                                    | 27. Juli                                                    | Johann Becker (DSC Saarbrücken)                             | 46,44                                                       |
| 1933 | Köln                                                        | 12. August                                                  | Rudolf Seeger (TV Oßweil)                                   | 47,49                                                       |
| 1932 | Hannover                                                    | 2. Juli                                                     | Otto Grimm (MSV Wünsdorf)                                   | 44,98                                                       |
| 1931 | Berlin                                                      | 1. August                                                   | Joseph Mang (SSV Jahn Regensburg)                           | 43,86                                                       |
| 1930 | Berlin                                                      | 2. August                                                   | Joseph Mang (SSV Jahn Regensburg)                           | 44,59                                                       |
| 1929 | Breslau                                                     | 20. Juli                                                    | Joseph Mang (SSV Jahn Regensburg)                           | 43,02                                                       |
| 1928 | Düsseldorf                                                  | 14. Juli                                                    | Fritz Wenninger (Stuttgarter Kickers)                       | 43,07                                                       |
| 1927 | Berlin                                                      | 16. Juli                                                    | Joseph Mang (SSV Jahn Regensburg)                           | 40,71                                                       |